# Estipuèi
Estipuèi (en francès Estipouy) és un municipi francès situat al departament del Gers i a la regió d'Occitània.

## Demografia
| 1962                                       | 1968 | 1975 | 1982 | 1990 | 1999 | 2006 |
| ------------------------------------------ | ---- | ---- | ---- | ---- | ---- | ---- |
| 189                                        | 172  | 147  | 133  | 150  | 193  | 192  |
| Des de 1962: població sense dobles comptes |      |      |      |      |      |      |

## Administració
| Període | Identitat      | Partit |
| ------- | -------------- | ------ |
| 2001-   | Antoine Mendez |        |